# Nadrzewnik szary
Nadrzewnik szary (Dendromus melanotis) – gatunek ssaka z podrodziny nadrzewników (Dendromurinae) w obrębie rodziny malgaszomyszowatych (Nesomyidae).

## Zasięg występowania
Nadrzewnik szary jest rozpowszechniony w południowej Afryce, od południowo-zachodniej Angoli i północno-zachodniej i wschodniej Namibii na wschód do Botswany, Zambii, Malawi, Zimbabwe i Mozambiku oraz od południa do wschodniej i południowej Południowej Afryki i Eswatini; izolowane populacje występują w środkowej Nigerii, południowo-zachodniej Ugandzie, południowo-zachodniej Etiopii, środkowej i południowej Kenii oraz północnej i południowej Tanzanii.

## Taksonomia
Gatunek po raz pierwszy zgodnie z zasadami nazewnictwa binominalnego opisał w 1834 roku szkocki zoolog Andrew Smith nadając mu nazwę Dendromus melanotis. Holotyp pochodził z niedaleko Durbanu, w Południowej Afryce.
Status taksonomiczny D. melanotis wymaga rewizji. Wykazuje znaczną zmienność genetyczną, co może sugerować występowanie kompleksu gatunkowego. Zapisy z zachodniej Afryki, wcześniej przypisywane temu gatunkowi, doprowadziły w 2012 roku do opisania nowego gatunku, D. lachaisei. Opierając się na ostatnich analizach molekularnych, D. melanotis obejmuje co najmniej cztery tajemnicze linie rodowe w południowej Afryce, ale implikacje taksonomiczne nie są jeszcze jasne. Relacje odległych populacji w Nigerii i być może Etiopii również wymagają dokładniejszego zbadania. Autorzy Illustrated Checklist of the Mammals of the World uznają ten takson za gatunek monotypowy.

### Etymologia
- Dendromus (Dendromys): gr. δενδρον dendron „drzewo”; μυς mus, μυος muos „mysz”[22].
- melanotis: gr. μελας melas, μελανος melanos „czarny”; -ωτις ōtis „-uchy”, od ους ous, ωτος ōtos „ucho”[23].

## Morfologia
Długość ciała (bez ogona) 50–77 mm, długość ogona 55–96 mm, długość ucha 8–18 mm, długość tylnej stopy 12–22 mm; masa ciała 6–15 g. Sierść szara, paskowana, brzuch jasny. Duże oczy.

## Ekologia

### Tryb życia
Występuje na terenach trawiastych i porośniętych krzewami, głównie na sawannach. Prowadzą nocny tryb życia. Większość czasu spędzają wspinając się po źdźbłach trawy. Sypiają w niewielkich kulistych gniazdach z trawy, zwieszonych ok. metr nad ziemią. Czasem zajmują opuszczone gniazda ptasie. Zwierzęta te kopią także nory znajdujące się 3–6 cm pod ziemią. Prawdopodobnie służą im one jako kryjówki podczas pożarów traw. Są wszystkożerne – żywią się głównie ziarnami i owadami.

### Rozmnażanie
Samica po trwającej 3 tygodnie ciąży rodzi 5-8 młodych. Karmienie mlekiem trwa 4-5 tygodni, w 20-24 dniu młode otwierają oczy. Nadrzewniki szare w niewoli żyją 3–4 lata, nie wiadomo, ile dożywają na wolności.